# Kofferdam

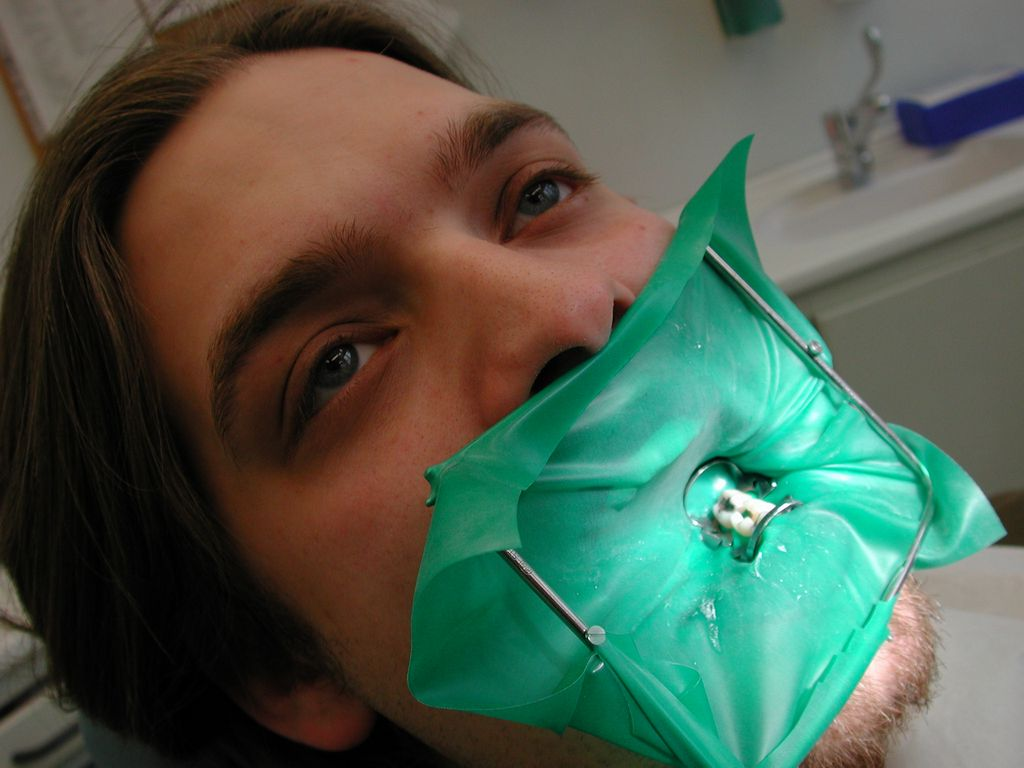
En patient med en kofferdam fäst vid några tänder som förberedelse inför tandbehandling.

Kofferdam är en rektangulär duk i allmänhet av latex som används inom tandvården, speciellt vid rotbehandling (endodontisk behandling).
Den huvudsakliga funktionen är att isolera den behandlade tanden (tänderna) från den orala miljön med den saliv och de bakterier som finns i munhålan. Kofferdamduken placeras över den aktuella tanden eller grupper av tänder så att de sticker upp genom individuella hål som gjorts och fästes därefter med hjälp av en klammer runt tanden. Detta tillåter ett rent och torrt arbetsfält, det håller tillbaka läppar och kinder och möjliggör lämplig behandling utan att området förorenas av blod eller saliv. Användning av kofferdam är nödvändigt vid rotbehandling för att kunna åstadkomma en aseptisk arbetsmiljö så att man inte riskerar att tillföra några bakterier till tandens rotkanaler med försämrat behandlingsresultat som följd. 
För tandbehandlingar med komposit som fyllningsmaterial rekommenderas ofta kofferdam eftersom komposit är känsligt för fuktighet vid stelningen. En annan funktion hos kofferdamen är att skydda patientens luftvägar från små instrument och tandbehandlingsmaterial som skulle kunna falla ned under behandlingen.

## Amalgamsanering
Kofferdam kan användas vid amalgamutborrning för att skydda patienten från att få amalgamspån i munnen.